# Patapon 2
Patapon 2 é uma sequência de Patapon, distribuída pela Sony Computer Entertainment, lançada exclusivamente para Sony PSP e produzida pela Pyramid.

## Distribuição
A Sony Computer Entertainment distribuiu Patapon 2 em forma de distribuição digital por download na PlayStation Store nos Estados Unidos, em outras regiões lançado em formato UMD.

## Ports
Patapon 2 foi portado para PlayStation 4 em 2020, sendo relançado como Patapon 2 Remastered. Um outro port foi anunciado para Nintendo Switch e Microsoft Windows anunciado, Patapon 1+2 Replay, um pacote contendo também a versão anterior de Patapon, com lançamento previsto para julho de 2025.